# Chant IX de l'Enfer
Le Chant IX de l'Enfer est le neuvième chant de l'Enfer de la  Divine Comédie du poète florentin Dante Alighieri. Il se déroule dans le sixième cercle dans la cité de Dite, à savoir ou sont punis les hérétiques ; nous sommes à l'aube du 9 avril 1300 (samedi saint), ou selon d'autres commentateurs du 26 mars 1300.

## Thèmes et contenus

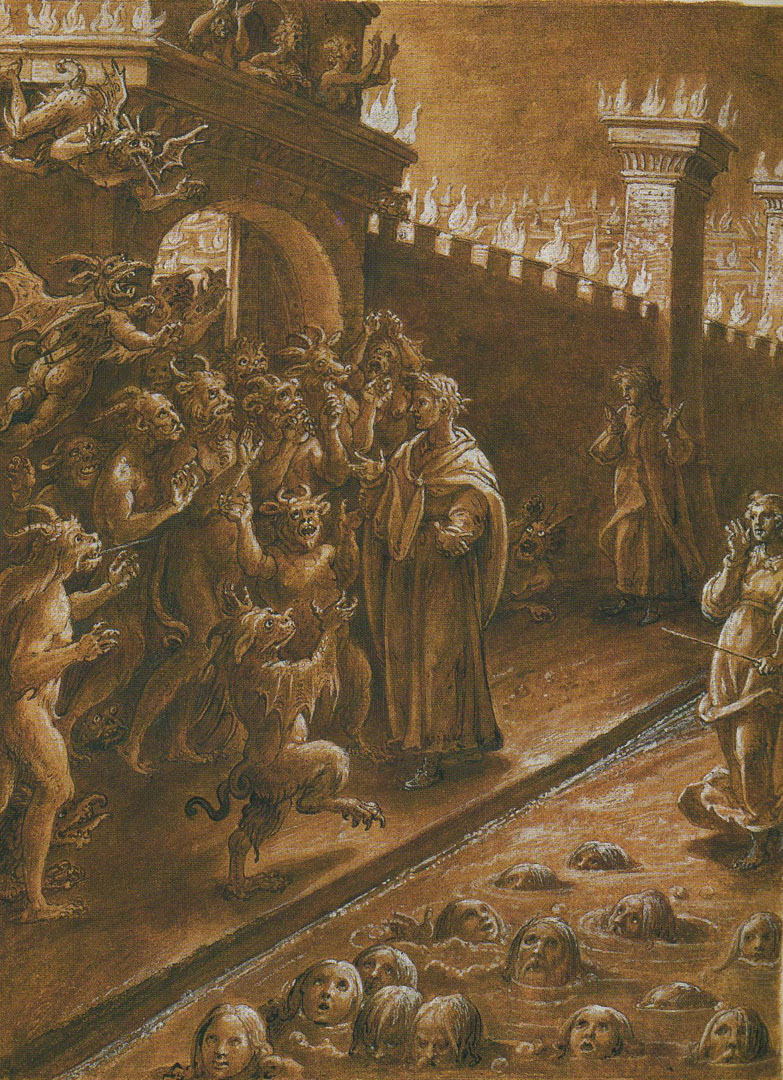
Virgile parle aux Démons, Giovanni Stradano (1587).

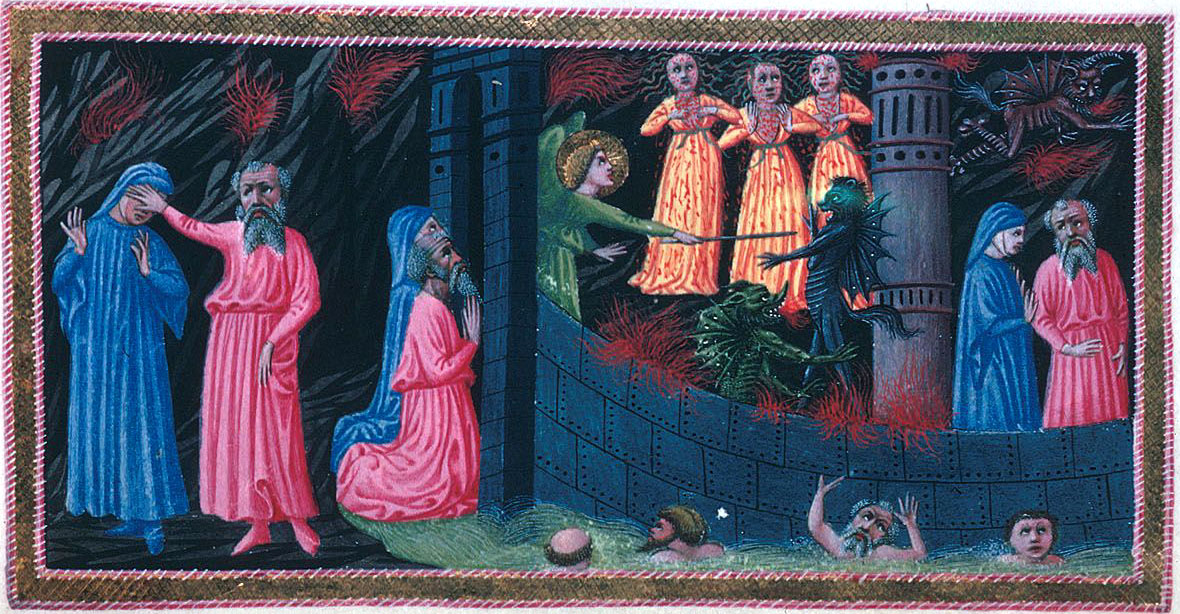
Priamo della Quercia, illustration au Chant IX

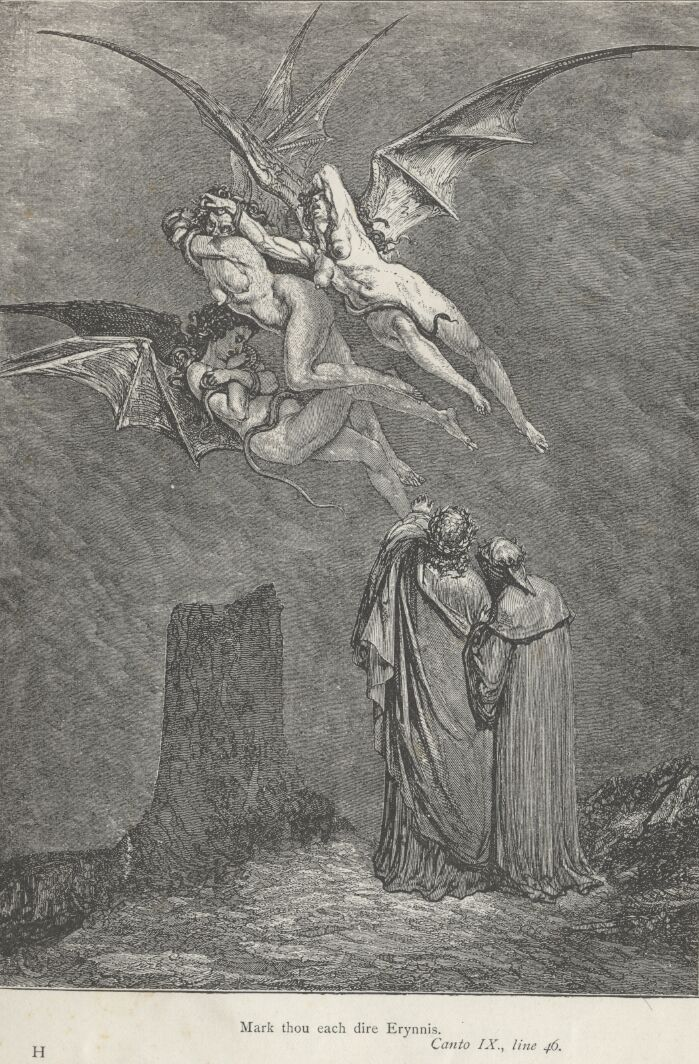
Les Érinyes, illustration de Gustave Doré

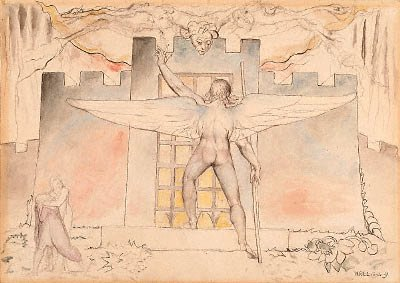
Le Messager divin, illustration de William Blake

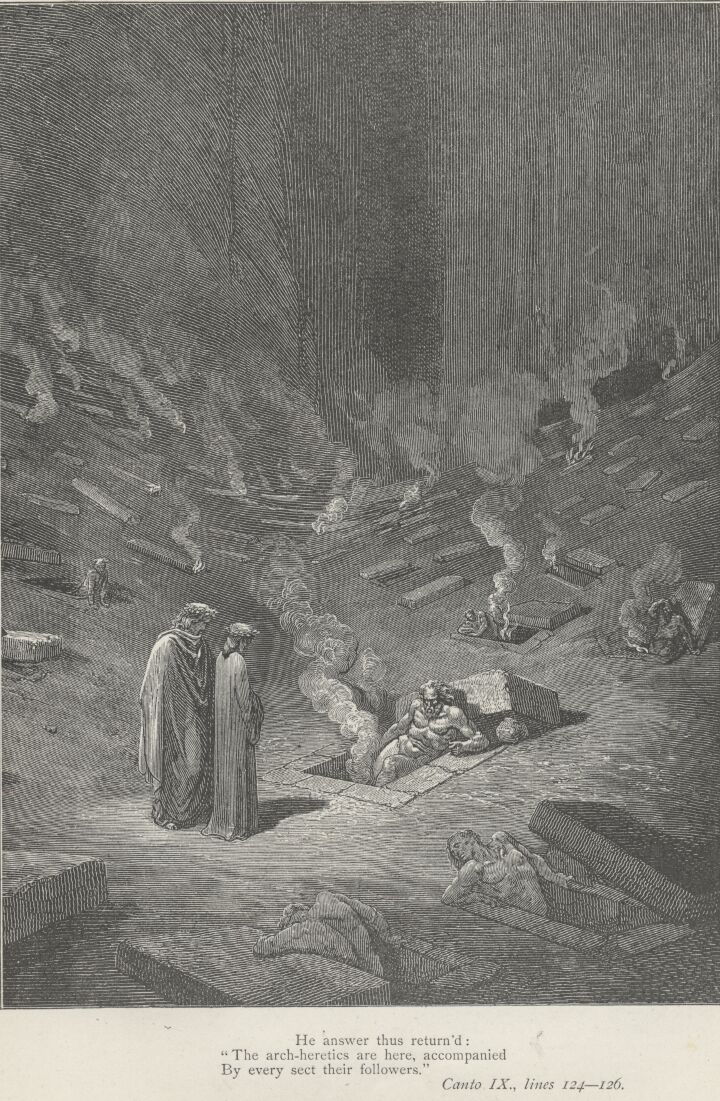
Le Cimetière des Héretiques, illustration de Gustave Dorè

Le neuvième Chant qualifié de « théâtral » présente un crescendo d'images, avec une représentation calibrée de l'action grâce aux personnages qui entrent en scène les uns après les autres.

### Peur de Dante: versets 1-33
Au début du Chant, Dante est inquiet parce qu'il voit Virgile revenir inconsolable de sa conversation avec les démons, qui, en réponse aux paroles du « duc » (que Dante n'a pas entendues), lui claquent la porte au nez  des murs de la cité de Dite. Virgile est vague et s'arrête pour attendre quelque chose : il sait qu'ils passeront de toute façon devant la ville, et peut-être annonce-t-il l'arrivée d'un envoyé de Dieu qui lui ouvrira le chemin. Virgile, cependant, est hésitant et attend avec impatience l'arrivée de quelqu'un.
Dante, qui dans ce Chant parle souvent au lecteur « en tant qu'écrivain », signale qu'il était bien conscient de l'hésitation et du discours commencé et non terminé, mais plutôt remplacé par un autre de son guide, et il est intimidé par le sens que Virgile avait voulu lui cacher.
Puis Dante, qui, comme nous l'avons vu à la fin du Chant précédent, est plein de peur parce qu'il ne voit pas d'issue, demande de façon un peu naïve, mais réaliste, si lui, Virgile, a déjà atteint le fond de l'enfer, en utilisant une périphrase polie : « Y a-t-il jamais aucune des âmes des Limbes, celles qui s'affligent parce qu'elles ne voient pas Dieu, qui descendent au fond de la triste fosse infernale ? ».
Virgile répond alors en réconfortant Dante et lui explique que c'est une chose très rare, mais que lui-même est descendu jusqu'au cercle le plus intime, le neuvième (le « cercle de Judas »), envoyé par la sorcière Erictho ou Erythone, qui l'a chargé d'aller chercher une âme pour la ramener à la vie, à l'époque où Virgile venait de mourir. Par conséquent, non seulement il est déjà entré dans la ville, mais il connaît aussi le chemin vers le point le plus profond et le plus sombre, qui est le plus éloigné du ciel.
La référence à Erytone est tirée de la Pharsale de Lucan, mais elle est remaniée par Dante avec des ajouts originaux. Dans Lucan, Erythone est une sorcière capable de réanimer les morts. Elle avait rappelé un mort à la vie pour qu'il révèle à Pompée l'issue de la bataille de Pharsale, avec le pouvoir de prévision propre aux habitants des enfers. Il n'y a aucune référence au fait qu'une autre âme devait accompagner les morts ressuscités, ni même qu'il s'agissait de Virgile, donc tout est de la faute d'Alighieri. On peut même voir comment la sibylle de l'Énéide, guidant Énée dans les enfers, déclare qu'elle connaît déjà ce monde parce qu'elle y est déjà descendue (Énéide, VI 565). En tout cas, il faut se distancier de la figure médiévale du magicien Virgile, que Dante n'a pas conçu et qui, en l'occurrence, ne fait qu'évoquer une atmosphère surnaturelle et fantastique sur laquelle s'articule le Chant. Les exploits d'Erytone sont le repère de Dante pour d'autres passages du Chant, même si Dante ne la mentionne plus : chez Lucan, on trouve les Erinyes habitant le Styx, Méduse chassée par la menace d'un dieu pour la vaincre, le cimetière où habite Erytone : autant d'images que l'on retrouve dans les vers ultérieurs.

### Les Furies: versets 34-63
Virgile continue de dire qu'il est normal de rencontrer de la résistance aux murs de Dite, mais Dante ne l'écoute plus car il est attiré par une autre vision inquiétante. Changement de scène, maintenant le poète nous fait porter notre attention sur une autre direction, la tour ardente qu'il avait déjà remarquée en s'approchant des murs, sur laquelle se dressent trois furies infernales. Ce sont les Erinyes, « teintes de sang », avec des corps et des attitudes (membres et actes) féminins et entourées ou habillées de serpents verts. D'autres serpents, accrochés à leurs tempes, sont reconnus comme les serviteurs (meschine, du provençal mesquì) de Perséphone, la reine des lamentations éternelles en enfer. Virgile les désigne : dans le coin gauche, chantant,Mégère, Aletto, au centre qui pleure, et Tesiphone au milieu. Comme les femmes aux funérailles, elles se désespèrent, se grattent la poitrine et tapent dans leurs mains.
Dante est terrifié et s'accroche à Virgile, lorsque les Erinyes se précipitent vers eux d'un air menaçant : « Viens Méduse, la Gorgone, pour que nous puissions le pétrifier... nous avons eu tort de ne pas venger l'attaque de Thésée contre Cerbère lorsqu'il est descendu aux Enfers, car maintenant les vivants ne sont plus découragés de s'aventurer dans le royaume des morts ». À ces mots, Virgile ordonne à Dante de fermer les yeux et met ses mains pour boucher solidement les pupilles de son disciple.

### Le Messager divin: versets 64-105
C'est alors que Dante s'adresse à nouveau au lecteur, lui demandant de « viser », c'est-à-dire de chercher le sens caché (« la doctrine qui est dissimulée ») sous le voile des vers « étranges » : une invitation à saisir l'allégorie énigmatique de la scène suivante.
Entre-temps, ce qui se passe « au-dessus du voile », c'est un rugissement qui vient du marais, comme le vent impétueux qui casse les branches des arbres dans les bois et fait fuir les moutons et les bergers. Dante voit, avec ses yeux libérés de la protection de Virgile, celui qui monte à travers le marais sans se mouiller. Les âmes des damnés fuient en sa présence, comme toutes les grenouilles fuient à l'approche d'un serpent d'herbe et cet être miraculeux avance droit devant lui, chassant les fumées devant son visage de la main gauche, car de la droite il tient une baguette. Il ne se soucie de rien, seules les vapeurs troublent sa vue (sol di quell'angoscia parea lasso, verset 84), puis Dante le reconnaît comme celui dal ciel messo, qui est maintenant désigné comme l'ange ou le messager céleste. Il touche la porte et l'ouvre, l'effleurant à peine de sa baguette, tout en réprimandant les démons qui ont tous disparu. Il lui rappelle aussi comment Cerbère, qui voulait empêcher le passage d'Hercule aux enfers, porte encore les marques de la lutte perdue contre le héros soutenu par la volonté divine. Cela fait, le messager se retourne et part, pressé, sans se soucier des deux poètes.
Après la description de la scène, il est légitime de se demander quel sens allégorique Dante a voulu y inculquer et qu'il a jugé si important qu'il a appelé explicitement le lecteur à le rechercher. La question est loin d'être simple et, contrairement, par exemple, aux allégories de la Forêt Noire (Chant I), ici les chercheurs se sont faufilés sans parvenir à une conclusion définitive. Certains commentateurs ont rapporté l'invitation uniquement à la scène de l'arrivée du messager, d'autres à l'ensemble du Chant.
Un exemple d'interprétation  pourrait être le suivant : La raison, symbolisée par Virgile, ne suffit pas à elle seule pour affronter et maîtriser les péchés de « malice  » (c'est-à-dire les péchés commis avec volonté et non par incontinence) punis dans la cité de Dite ; elle est entravée par les tentations (les démons), les remords (les Erinyes) et le désespoir qui suit le remords et «  pétrifie le cœur »  (Méduse) ; La raison peut aider juste assez pour s'en sortir dans l'immédiat (Virgile prenant soin de couvrir les yeux de Dante), mais ce n'est que par la grâce divine (le messager) que l'on peut arriver à une éradication définitive du péché.
Le sens général devrait être similaire à celui-ci, bien que les différents personnages mineurs prennent les significations les plus variées d'un commentateur à l'autre. Cependant, il pèse aussi que cette explication ne peut être comprise par ceux qui lisent le poème linéairement de bout en bout, car la distinction des péchés punis à l'intérieur ou à l'extérieur des murs de Dite n'est expliquée que dans le Chant XI. On ne sait pas non plus si Dante, précisément en raison du manque de clarté immédiate, avertit le lecteur d'être prudent et de rappeler peut-être plus tard comment interpréter la scène.

### À l'intérieur des Murs: le Cimetière des Hérétiques; versets 106-133
À ce stade, les deux poètes ne trouvent plus aucun obstacle pour entrer dans la ville et franchir les murs. Le changement de situation est total : de la foule et de l'action des versets précédents, nous passons au désert du cimetière, ponctué par les habituels gémissements des damnés. Le lecteur moderne peut être impressionné par le fait qu'à l'intérieur des murs de la ville, au lieu de trouver des maisons et des gens, les deux poètes trouvent exactement le contraire : un cimetière. Il faut cependant se rappeler qu'à l'époque de Dante, on pouvait encore trouver des cimetières à l'intérieur des murs et que l'interdiction d'enterrer au centre de nos villes ne date que de l'époque napoléonienne.
Dante regarde donc autour de lui et la foule de tombes lui rappelle deux célèbres cimetières médiévaux : celui d'Arles ( Cimetière des Alyscamps) et celui de Pula (disparu). Des flammes sortent des fosses découvertes (« avelli »), ce qui suffirait à un forgeron pour n'importe quel travail (che ferro non chiede più verun' arte). Dante demande qui est enterré ici et Virgile répond les hérésiarques, c'est-à-dire les fondateurs d'hérésies, mais nous verrons dans le Chant suivant que les adeptes sont aussi (et surtout) punis ici, mais il s'agira, de ne rencontrer que les négateurs de l'au-delà, les athées ou épicuriens ou monophysites. De toute façon, Virgile prévient que dans chaque sépulcre sont punis les adeptes de doctrines similaires, il ne faut donc pas s'étonner de ne trouver dans le Chant suivant que des épicuriens, car un seul sépulcre est décrit. Mais il faut aussi souligner que le contrapasso ne convient qu'aux épicuriens. : par analogie, puisqu'ils ont nié la vie après la mort, ils sont morts parmi les morts.

## Dante le personnage et Dante le narrateur
Depuis le Chant précédent, Dante a intensifié le fait de s'adresser au lecteur à la première personne ('Pensa lettor'). Les critiques de Dante, surtout contemporains, se sont concentrés sur la méthode de narration du poème, avec une dichotomie entre le Dante personnage et le Dante qui écrit sur son voyage. En réalité, il faut tout d'abord noter que même le personnage de « l'écrivain qui parle à la première personne  » est une invention et ne coïncide pas avec le «  vrai Dante  » : il suffit de penser au fait que le je narrateur nous parle d'un voyage imaginaire comme s'il était vrai en tous points, donc au-delà de la fiction, il y a le vrai Dante dans l'ombre qui invente l'histoire.
Le narrateur utilisé n'est donc que la projection dans un temps futur du pèlerin Dante dans l'au-delà, qui témoigne du voyage imaginaire à un moment ultérieur. Même le moment où le narrateur parle est un présent fictif, détaché du temps de la biographie réelle de l'Alighieri historique-anagraphique. Ce présent fictif est un moment indéfini qui se renouvelle chaque fois qu'un lecteur entreprend la lecture des vers.
En outre, il existe un niveau symbolique dans la Divine Comédie : le voyage de Dante représente le voyage de chaque individu vers la rédemption, de sorte que l'on peut également dire qu'un "quatrième" Dante agit dans le poème pour représenter l'ensemble de l'humanité chrétienne.